# 岩手県道44号岩泉平井賀普代線
岩手県道44号岩泉平井賀普代線（いわてけんどう44ごう いわいずみひらいがふだいせん）は、岩手県下閉伊郡岩泉町乙茂から下閉伊郡普代村普代に至る県道（主要地方道）である。「陸中海岸シーサイドライン」の愛称がある。

## 概要
三陸海岸北部の名称「北山崎」を通る観光道路的性格で、リアス式海岸の険しい地形に沿って通っている。なお、2006年度（平成18年度）より島越から大芦までのルートが、以前の浜岩泉 - 大芦間国道45号重複から切牛経由に変更され、浜岩泉経由の旧ルートは村道に指定替えされた。

### 路線データ
- 実延長：38,254.9m
- 起点：下閉伊郡岩泉町乙茂字三田市（国道455号交点）
- 終点：下閉伊郡普代村第13地割字普代（三陸鉄道リアス線 普代駅前、国道45号交点）

## 歴史
- 1965年（昭和40年）3月30日 - 県道に認定される。
- 1993年（平成5年）5月11日 - 建設省から主要地方道岩泉平井賀普代線の指定を受ける[1]。

## 地理

### 通過する自治体
- 下閉伊郡
  - 岩泉町
  - 田野畑村
  - 普代村

### 交差する道路
- 国道455号（岩泉町乙茂字三田市）
- 国道45号（田野畑村南大苔）
- E45 三陸北縦貫道路（普代道路） 普代IC（普代村第8地割）
- 国道45号（普代村第13地割字普代）